# Вудхауз, Джон, 2-й граф Кимберли
Джон Вудхаус, 2-й граф Кимберли (англ. John Wodehouse, 2nd Earl of Kimberley; 10 декабря 1848 — 7 января 1932) — британский пэр и землевладелец, который был первым членом Лейбористской партии в Палате лордов. Он носил титул учтивости — лорд Вудхауз с 1866 по 1902 год.

## Биография
Родился 10 декабря 1848 года в семейном доме на Монтегю-сквер, Марилебон. Единственный сын Джона Вудхауса, 1-го графа Кимберли (1826—1902), который ведущим либеральным государственным деятелем в правительстве Уильяма Юарта Гладстона, а семья была известными землевладельцами в Норфолке. Как и его отец, он учился в Итонском колледже. Его матерью была леди Флоренс Фицгиббон (1825—1895), дочь Ричарда Фицгиббона, 3-го графа Клэра.
Он поступил в Тринити-колледж в Кембридже в 1867 году. По возвращении из Кембриджа он управлял семейными поместьями недалеко от Уаймондхэма, став специалистом в области сельского хозяйства. Он также был активным членом местной Либеральной партии, выступая в качестве партийного агента. Получив звание пэра в 1902 году, он стал либеральным кнутом в Палате лордов. Однако граф Кимберли осознавал растущую организованность сельскохозяйственных рабочих в Норфолке. Мелкие фермеры сформировали en:National Farmers' Union of England and WalesНациональный союз фермеров в 1908 году, и Национальный союз сельскохозяйственных рабочих рос.
В отличие от многих других ферм, лорд Кимберли платил зарплату больше, чем требовал NUAW, что сделало его очень популярным в профсоюзе, но в невыгодном положении с точки зрения конкуренции. Он высказался в защиту своих рабочих в Совете графства Норфолк. Сельскохозяйственные рабочие в Норфолке составляли основу местной Лейбористской партии, и на парламентских выборах 1918 года граф Кимберли направила телеграмму поддержки кандидату от Лейбористской партии в Южном Норфолке, который выступал против либерала, поддерживавшего коалиционное правительство Ллойда Джорджа. Ещё одну телеграмму он отправил в 1920 году, когда прошли дополнительные выборы, на которых победили лейбористы. Эта деятельность заставила прессу прозвать его Лейбористским графом.
Граф Кимберли был возвращен в качестве кандидата от лейбористской партии в Совет графства Норфолк в 1922 году, а также был председателем его сельского окружного совета и Попечительского совета. Однако в то время в Палате лордов не было членов Лейбористской партии, и поэтому он сохранил за собой либеральный кнут. Официально он передал свою преданность в январе 1924 года, когда было сформировано первое лейбористское правительство. Он потерпел поражение при переизбрании в Совет графства Норфолк в 1925 году.
Кимберли приходился дальним родственником писателю Пеламу Вудхаузу, оба происходили от сэра Армине Вудхауза, 5-го баронета, а писатель был крестным отцом своего первого внука, 4-го графа Вудхаузса.

## Семья
22 июня 1875 года Джон Вудхауз женился на Изабель Джеральдине Стрейси (? — 20 января 1927), дочери сэра Генри Джозиаса Стрейси, 5-го баронета (1802—1885), и Шарлотты Ден. У супругов было четверо детей:
- Джон Вудхауз, 3-й граф Кимберли (11 ноября 1883 — 16 апреля 1941), известный игрок в поло, старший сын и преемник отца.
- Достопочтенный Филип Вудхауз (1 октября 1886 — 6 мая 1919)[3] , лейтенант, погиб во время Первой Мировой войны
- Леди Изабель Вудхауз (ок. 1889 — 15 декабря 1959)
- Достопочтенный Эдвард Вудхауз (12 апреля 1898 — 30 марта 1918)[4], второй лейтенант, погиб во время Первой мировой войны.